# チサト
チサトは、 日本の漫画家。長野県在住。

## 特徴
『COMICポプリクラブ』誌でデビュー。元々は同人誌で百合を描いていたが、商業誌に作品を発表するようになってから、男性の体を描くようになったという。知的な女性が好みである、とのこと。心の結び付きを描写することも目指しているようである。
作品のタイトルを見ても分かるように、どの作も年上の女性との恋愛を描いている。

## 作品

### 読み切り・連載
- リスキーおねえさん COMICポプリクラブ 2013年2月号
  - リスキーおねえさん2 単行本『きれいなおねえさんはすきですか?』描き下ろし
- リトルーおねえさん COMICポプリクラブ 2013年4月号
- ケミカルおねえさん COMICポプリクラブ 2013年7月号
- となりのおねえさん COMICポプリクラブ 2013年10月号
- トランスポーターおねえさん COMICポプリクラブ 2014年3月号
- 魔法使いおねえさん COMICポプリクラブ 2014年6月号・7月号
- OLおねえさん COMICポプリクラブ 2014年10月号
- トゥルーおねえさん COMICポプリクラブ 2015年3月号

### 単行本
- 『きれいなおねえさんはすきですか?』マックス、ポプリコミックス（2015年3月19日発売）